# イサラ (小惑星)
イサラ (364 Isara) は、小惑星帯にある典型的な小惑星である。フローラ族に分類される。
1893年3月19日にオーギュスト・シャルロワがニースで発見し、フランスのイゼール川にちなんで名づけられた。